# Порккала (військово-морська база)
Порккала (фін. Porkkalan vuokra-alue) — військово-морська база на території, орендованій у Фінляндії.

## Військово-морська база Російської імперії
У 1809 по Фредріхсгамському мирному договору Фінляндія була приєднана до Росії. Через три роки, 12 квітня 1812 року, Олександр I оголосив провінційний Гельсингфорс столицею Великого князівства Фінляндського.
У середині XIX століття потужну цитадель спорудили на Аландських островах, друге народження пережила стара шведська фортеця Свеаборг біля Гельсингфорса.
Після знищення у травні 1905 року 2-ї Тихоокеанської ескадри, що була сформована з найкращих кораблів Балтійського флоту, Петербург виявився практично беззахисним перед загрозою вторгнення супротивника з боку Фінської затоки. Застарілі панцерники, що залишилися на Балтиці, не були в змозі надати будь-який серйозний опір сучасним дредноутам і лінійним крейсерам ворога; на будівництво кораблів, відповідним з останніми по силі, потрібні величезні кошти і час, яких у царського уряду не було.
Через це російське морське командування, виходячи з реального кошторису, розробило незвичайний план захисту столиці. При реальній загрозі виникнення війни Фінську затоку від острова Найссаар/Норгей до півострова Порккала-Удд передбачалося перегородити мінним загородженням, північний і південний фланги якого прикривалися б заздалегідь встановленими береговими батареями. Ця центральна мінно-артилерійська позиція мала утруднити маневрування ворожого флоту, що мав намір прорватися до Петербургу.
Для виконання поставлених завдань слід було винести спостереження за морем за 300—400 км на захід від лінії Нарго — Порккала-Удд і створити ескадру загороджувачів, здатних поставити 3 тис. мін не більше ніж за 8:00. Ця задача вимагала екстреного будівництва спеціальних кораблів …
Сформований у 1909 році загін мінзагороджувачів, куди увійшли «Волга», «Амур», «Єнісей», «Ладога», «Нарова» і «Онега», дозволив добре підготувати особовий склад Балтійського флоту до ведення мінної війни.
У 1911 році імператор Микола II затвердив місце для будівництва нової військово-морської бази Російського імператорського флоту, провівши пряму від Ревеля (Талліна) на північ до Гельсингфорсу (Гельсінкі) по Фінській затоці. Саме ця лінія перетнула майбутнє місце розташування бази — півострів Порккала-Удд.
У 7:00 ранку 31 липня 1914 за 5:00 до оголошення загальної мобілізації командувач Балтійським флотом адмірал Миколай фон Ессен наказав загону приступити до постановки. А четверо мінзагів — «Амур», «Єнісей», «Ладога» і «Нарова», що прикриваються крейсерами в гирлі Фінської затоки і головними силами флоту безпосередньо перед позицією, за чотири години встановили 2124 мін.
Вжиті заходи дали результат. У першу світову війну, незважаючи на неодноразові спроби, німецький ВМФ так і не зміг прорватися до гирла Неви.

## Підводна війна у Фінській затоці під час 2-ї світової війни
12 березня 1942 року переговори між німецькими і фінськими інстанціями щодо блокування радянських підводних човнів позначили деяку розбіжність думок з цього питання. Німці вважали, що їм вдасться заблокувати Фінську затоку за допомогою мін і мисливців за підводними човнами, а фіни вважали ці заходи недостатніми і прагнули умовити німців поставити там тенетове загородження. Але у 1942 році ні у Фінляндії, ні у Німеччини не було підходячих для цього тенет.
9 травня 1942 німці почали постановку мін у Фінській затоці, їх кількість у Фінській затоці перевищувало 21000. Безпосередньо біля загороджень було розгорнуто більше сотні різних кораблів і катерів. Таким чином, утворився протичовновий рубіж глибиною понад 150 миль. Проте радянським підводникам вдалося знайти проходи в цих мінних полях.
Активні дії радянських субмарин на Балтиці у 1942 році змусили супротивника вжити заходів до недопущення прориву підводних човнів Балтійського флоту на комунікації підвозу стратегічних матеріалів і сировини. Для цього було вирішено герметично закрити вихід з Фінської затоки тенетовими загородженнями, хоча виготовлення тенет коштувало великих матеріальних витрат.
В остаточному підсумку у 1943 німецькими і фінськими кораблями були виставлені декілька систем ешелонованих по глибині мінно-тенетових загороджень, засобів виявлення та протичовнових сил — так званих протичовнових рубежів. За складністю навігаційної обстановки, за насиченістю протичовновими силами і засобами найпотужнішими були німецькі гогландський і нарго-порккалауддський рубежі, що блокували східну частину Фінської затоки.
Рубіж, що перекривав затоку по лінії о. Вігрунд — о. Великий Тютерс — о. Гогланд, складався з антенних, донних і якірних магнітних мін, поставлених ярусами по всій глибині, широкої системи постів спостереження і зв'язку, прожекторних установок і берегових батарей, розташованих на островах. До кінця квітня 1943 на рубежі було виставлено 8,5 тис. мін, у тому числі 560 донних магнітних, 1360 якірних магнітних і майже 6,5 тис. контактних. У районі півострова Порккала-Удд почала працювати шумопеленгаторна станція. Уздовж лінії патрулювали протичовнові кораблі і катери супротивника.
Інший, головний, рубіж гітлерівці розгорнули між островом Нарго і мисом Порккала-Удд. Глибина затоки тут становить 25-60 м і тільки в одному місці сягає 80 м, ширина — 20 миль. Основною перешкодою для човнів служила дворядна підвішені до численних поплавців і поставлені на важкі якоря сталеві тенети. Окремі секції її довжиною до 250 м і висотою до 40- 70 м перегороджували всю затоку від південного до північного узбережжя. Радянські підводні човна неодноразово намагалися розрізати або торпедувати ці тенети, але переконалися в марності цих спроб.
За всю кампанію 1943 року підводні човни Балтійського флоту провели всього дві торпедних атаки, які виявилися безрезультатними. Обстановка з положенням Балтійського флоту змінилася тільки на початку вересня 1944 року, коли Фінляндія вийшла з війни.

## Радянська історія бази

### Пістолет біля скроні Фінляндії
Радянське керівництво вважало за необхідне забезпечити додаткову безпеку Ленінграда з боку Фінської затоки. З цією метою і було прийнято рішення створити «кам'яну подушку безпеки» для колиски революції.
13 березня 1940 року, після закінчення Зимової війни Радянський Союз отримав Карельський перешийок та право оренди території півострова Ханко (Гангут) протягом 30-и років для будівництва там військово-морської бази. У березні 1940 року у СРСР не було причин вимагати територію Порккала.
19 вересня 1944 року, у зв'язку з припиненням військових дій з боку Фінляндії 4 вересня і з боку Радянського Союзу 5 вересня 1944 року, у Москві було підписано Угоду про перемир'я, згідно з яким Фінляндія зобов'язалася відвести свої війська за лінію радянсько-фінської кордону, визначеного Мирним договором 12 березня 1940 року. При цьому Радянський Союз відмовлявся від своїх прав на оренду півострова Ханко, наданих йому мирним договором 1940 року, а Фінляндія зобов'язувалася надати Радянському Союзу на правах оренди строком на 50 років територію і водні простори для створення радянської військово-морської бази в районі Порккала-Удд.
Ця Угода була підтверджена мирним договором, укладеним у Парижі 10 лютого 1947. Під оренду було віддано близько 100 км². Туди увійшли практично вся громада Дегербю, частково Сіунтіо, Інко і Еспоо.
Вартість оренди — 5 млн фінських марок на рік.
База на Порккала була вигідніша, ніж база на Ханко. З'явилася можливість відродити відому ще з царських часів Центральну мінно-артилерійську позицію, блокуючу в разі чого прорив ворожих кораблів до Ленінграда: берегові батареї на Порккала-Удде й батареї на протилежному естонському острові Нарго вогнем перекривають вхід у Фінську затоку в найвужчому місці, при необхідності ставляться ще й міни. Крім того, сама база розташовувалася в 20-30 кілометрах від Гельсінкі: ледь що — все під контролем. Політпрацівники говорили: «Порккала-Удд — пістолет, приставлений до скроні Фінляндії».

### Початок формування бази
На підставі постанови ДКО № 7070сс від 3 грудня та наказу НКВС № 001496 від 14 грудня для відновлення і будівництва військово-морських баз і берегової оборони Таллінського і Ризького морських оборонних районів Балтійського флоту створено Управління будівництва військово-морської бази в Порккала-Удд, що входило до складу Управління будівництва військово-морських баз Таллінського і Ризького морських оборонних районів «Балтвоенморстрой» НКВС СРСР при Главпромстрой НКВС СРСР.
Начальник Управління будівництва військово-морської бази в Порккала-Удд — полковник адміністративної служби Тарханов Леонід Олександрович (колишній начальник Воркутинський ВТТ).
Оперативні завдання розв'язувані новостворюваною військово-морською базою: здійснювати оборону центральної мінної позиції щоб не допустити прориву морем надводних і підводних сил противника у Фінську затоку; як плацдарм, бути готовою до прийому військ для розгортання активних дій на сухопутному напрямку; у взаємодії з розташованої в її підпорядкуванні військово-морської комендатури Гельсінкі забезпечувати тимчасове базування і оперативне розгортання кораблів КБФ, навантаження та розвантаження транспортів. Крім того, під наглядом ВМБ мало здійснюватися плавання транспортів і військових кораблів на шхерній комунікації Стокгольм — Турку — Улькотаміо — Таллін. Таким чином, радянська сторона отримала доступ до контролю над мореплавством і зовнішньою морською торгівлею Фінляндії.
За 10 днів з Порккала було евакуйовано 7272 місцевих жителя разом з урожаєм і худобою, з них 1170 — з Дегербю. Вся комуна Дегербю мала населення 1400 чоловік що жили в 24-х селах.
У березні 1945 року змішана радянсько-фінська комісія закінчила роботи з демаркації лінії кордону орендованого району, встановивши 111 прикордонних знаків. Після демаркації кордонів орендованої території на фінській стороні залишилося тільки три села комуни Дегербю, тому у 1946 р комуна Дегербю була об'єднана з комуною Інго/Інкоо.
Незабаром почалося будівництво укріплень, у яких з 1947 року стали розмішати потужні 100-мм казематні гармати, спарені з кулеметом «Максим». Дальність стрільби цих гармат перевищувала 20 кілометрів.
Протягом 1944—1946 рр. радянське керівництво не поспішало з будівництвом бази. Пояснюється це тим, що в перші повоєнні роки скандинавські країни: Данія, Норвегія і Швеція займали дружню стосовно СРСР позицію.

### Скандинавська криза
У вересні 1947 на міжамериканській конференції в Ріо-де-Жанейро США і країни Латинської Америки уклали Договір про оборону Західної півкулі, що передбачав включення в «зону його безпеки» Північного Льодовитого океану і північної частини Атлантичного океану з прилеглими до них територіями європейської Півночі.
Виникла ідея міцніше «прив'язати» Фінляндію до СРСР додатковими зобов'язаннями. 22 лютого 1948 президентові Фінляндії Ю. К. Паасіківі було зроблено офіційну пропозицію, укласти Договір про дружбу, співпрацю і взаємну допомогу, що збіглося за часом з комуністичним переворотом в Чехословаччині.
Це викликало тривогу в Скандинавії, посилену розповсюдившимися в березні-квітні 1948 р чутками про те, що «слідом за Фінляндією настане черга Норвегії і Данії». Уряди цих країн стали з'ясовувати можливість військової допомоги США і Великої Британії, що змусило західні країни прискорити створення військового союзу, який і був оформлений вже 17 березня 1948 року.
Щоб утримати Данію і Норвегію на позиціях нейтралітету, уряд Швеції в кінці квітня 1948 представив проект по створенню альтернативного Скандинавського оборонного союзу, покликаного грати роль буферної зони між Сходом і Заходом.
Активність військових приготувань в Скандинавії і ускладнення радянсько-фінляндських відносин відбилися в розробленому для ВМБ ПУ завданні за рішенням заочних оперативно-тактичних завдань в літній період 1948 Радянське командування розглядало наступний варіант: іноземні держави під приводом «дружнього візиту до Скандинавської країни» вводять в Балтійське море сильне угруповання свого флоту і, продовжуючи зосереджувати на території Скандинавського півострова експедиційні сили, без оголошення війни починають військові дії проти СРСР. У зв'язку з цим також передбачалося, що буде потрібен ультиматум, щоб отримати дозвіл Фінляндії на введення радянських військ.
Цей план допускав захоплення Талліна, головної бази ВМС. Після цього радянське командування мало розгорнути збройні сили в напрямку Ювяскюля, Тампере, Порі, Турку, Ханко, Гельсінкі, Порво, Ловіза, щоб підготувати флангові удари по противнику з півночі і організувати десант на естонське узбережжі. У подібних обставинах ВМБ Порккала-Удд ставала головною Базою Балтійського флоту. Саме на неї лягала основна задача з підготовки десантної операції, для виконання якої вона повинна була власними силами організувати військово-морські бази Ханко і Гельсінкі. Таким чином, даний план виявив різко зросле військово-стратегічне значення ВМБ Порккала-Удд. Це змусило радянське керівництво вже восени 1948 переглянути темпи її будівництва, посилити бойову готовність і приступити до великих реконструктивних змін. До складу бази були введені додаткові частини і з'єднання з великим обсягом нової техніки і озброєння.
Політична криза, що виникла у Скандинавії у 1948 р, розв'язалася вступом Данії і Норвегії у квітні 1949 у НАТО. У січні 1950 вони уклали з США угоду про військову допомогу, а початку 1951 р взяли участь у створенні єдиного командування і загальних збройних сил НАТО.
Радянсько-фінляндські відносини з 1950 р навпроти почали поступово поліпшуватися. Це було пов'язано з діяльністю нового прем'єр-міністра Фінляндії У. К. Кекконена. У 1952 р він запропонував повернутися до ідеї Скандинавського нейтрального союзу, висунувши Фінляндію на роль посередника між СРСР і Скандинавськими країнами у мирному врегулюванні.
Проте в умовах присутності радянських збройних сил на фінляндській території ця ідея була практично нездійсненна.

### Контингент бази
1-ша Мозирська Червонопрапорна дивізія морської піхоти була сформована на базі 55-ї стрілецької Мозирської Червонопрапорної дивізії. 10 жовтня 1944 дивізія надійшла в розпорядження командувача Червонопрапорним Балтійським флотом і мала бути на кораблях перекинута в Гельсінкі, а звідти на півострів Порккала-Удд.
На базі дислокувалися два корабельні з'єднання:
- БШК — бригада шхерних кораблів. Шхерні кораблі представляли собою бронекатери, озброєні двома танковими гарматами.
- ОВР — охорона водного району, що складається головним чином з тральщиків. Ці кораблі, як правило, покидали рідні береги для бойового тралення на кілька місяців.

Крім моряків і морської піхоти на території бази були розміщені прикордонники і будбат.
7 червня 1947 року в Порккала-Удд прийшов броненосець берегової оборони «Виборг». У недавньому минулому під назвою «Вяйнемяйнен» він входив до складу фінських ВМФ. Введений в дію у 1932 році, корабель мав сильне озброєння і бронювання. Радянський Балтфлот почав полювання за ним і однотипним «Ільмаріненом» ще у 1939 році. Проте «Вяйнемяйнен» на відміну від побратима, що підірвався на міні у 1941 році, уцілів. За умовами Паризького миру Фінляндія продала останній броненосець, що залишився у неї Радянському Союзу.
На території військово-морської бази було створено близько 300 різних оборонних споруд.
Адміністративні служби бази розташовувалися в містечку Кіркконуммі (18 кілометрах на північ від бази та 30 кілометрах від Гельсінкі). Там же розташовувався штаб і шпиталь.

## Закриття бази
З 1955 року керівництво СРСР виступало із закликом припинити гонку озброєнь і скликати всесвітню конференцію з цього питання. На підтвердження нового зовнішньополітичного курсу Радянський Союз скоротив чисельність своїх Збройних сил з 5,8 млн осіб на початок 1955 до 3,6 млн у грудні 1959 року.
19 вересня 1955 року в Москві була підписана угода між СРСР і Фінляндією про відмову Радянського Союзу від прав на використання території Порккала-Удд для військово-морської бази та виведенні радянських збройних сил з цієї території. У ході радянсько-фінляндських переговорів, що проходили в Москві з 16 по 20 вересня 1955 року в обмін на угоду про ліквідацію військово-морської бази Порккала-Удд, радянське керівництво добилося продовження на 20-річний термін Договору про дружбу, співпрацю і взаємну допомогу.
У листопаді 1955 радянсько-норвезькі переговори, що відбулися в Москві призвели до офіційної відмови Норвегії від розміщення на її території іноземних баз і ядерної зброї.
Загальний результат даних кроків радянського керівництва полягав у поліпшення відносин СРСР зі скандинавськими країнами і зниження напруженості на Півночі Європи.

## Евакуація бази
Евакуація проводилася поспіхом. Бетонні оборонні споруди були підірвані, окопи і землянки зриті.
Виведення радянських військ і передача півострова Фінляндії були закінчені у 1956. Заключний протокол про безоплатну передачу Радянським Союзом Фінляндській Республіці орендованої території півострова Порккала-Удд і майна, що знаходиться на ній достроково — до закінчення 50-річного терміну оренди — підписано у Гельсінкі 25 січня 1956 року.

## Фінська історія Порккала
26 січня 1956 року межа на території Порккала перестала існувати і 4 лютого колишнім мешканцям було дозволено повернутися в свої покинуті будинки.
Послідував важкий період відновлення зруйнованого господарства території. Місцеві жителі Порккала отримали від фінського уряду компенсацію за втрачене при евакуації майно.
На початок ХХІ сторіччя в Порккала діє «Музей орендованої території» Дегербі.

## Ресурси Інтернету
- NN: Hanko Leased Territory 1940-41 / Porkkala Leased Territory 1944-56, in Englisch.
- Riitta Vainio: Sixty years ago: Parliament within range of Soviet guns. Helsingin Sanomat (2004).